# Elektronenholographie
Elektronenholographie ist ein Verfahren der Elektronenmikroskopie, mit dem extrem hohe Auflösungen erreicht werden können.

## Arbeitsweise

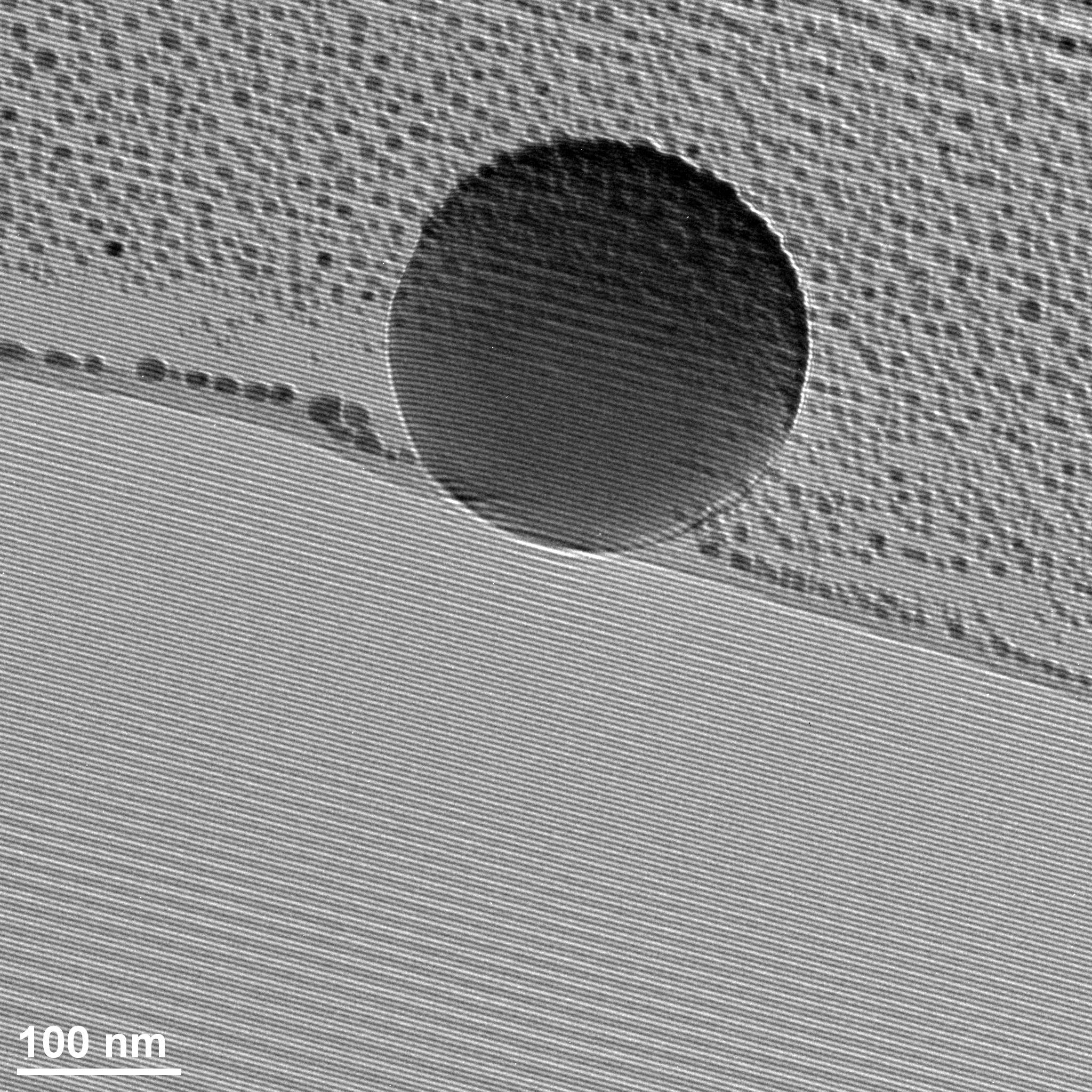
Abgebildet ist das Elektronenhologramm einer Latex-Kugel auf einem Kohlenstoffsubstrat, das mit Goldpartikeln (kleine dunkle Punkte) besetzt ist, im unteren Bildbereich liegt Vakuum. Das Biprisma liegt etwa über der Vakuumkante; parallel dazu sind die Phasenflächen des Interferogramms erkennbar, welches sich dem klassischen Bild überlagert und Träger der Phaseninformation ist.

Bei der Elektronenholographie wird der Elektronenstrahl mit einem elektrischen Biprisma in zwei Teilstrahlen aufgespalten. Ein Teilstrahl durchdringt das Untersuchungsobjekt, der andere Teilstrahl läuft ungestört weiter. Auf dem Schirm vereinigen sich die beiden Teilstrahlen zu einem Interferenzmuster, dem Elektronenhologramm. Dieses enthält alle Informationen der Elektronenwelle. Mithilfe eines Computers können Amplitude und Phase rekonstruiert werden und man erhält die komplexe Bildwelle. Diese kann als Phasenbild oder Amplitudenbild dargestellt werden.

## Hochauflösung
Das Verfahren kann für die hochauflösende Transmissionselektronenmikroskopie eingesetzt werden. Dazu werden die Bildfehler, die durch die Magnetlinsen verursacht werden, numerisch herausgerechnet.